# Bill McKay – utmanaren
Bill McKay – utmanaren (engelska: The Candidate) är en amerikansk politisk dramakomedifilm från 1972 i regi av Michael Ritchie. I huvudrollerna ses Robert Redford och Peter Boyle. Det Oscarsvinnande manuset skrevs av Jeremy Larner, som varit talskrivare för senator Eugene McCarthy under dennes kampanj inför presidentvalet i USA 1968.

## Rollista i urval
- Robert Redford - Bill McKay
- Peter Boyle - Marvin Lucas
- Melvyn Douglas - Kaliforniens f.d. guvernör John J. McKay
- Don Porter - senator Crocker Jarmon
- Allen Garfield - Howard Klein
- Karen Carlson - Nancy McKay
- Quinn Redeker - Rich Jenkin
- Morgan Upton - Wally Henderson
- Michael Lerner - Paul Corliss
- Kenneth Tobey - Floyd J. Starkey
- Natalie Wood - sig själv
- Chris Prey - David
- Joe Miksak - Neil Atkinson
- Jenny Sullivan - Lynn
- Tom Dahlgren - piloten
- Gerald Hiken - stationschef
- Leslie Allen - Mabel
- Mike Barnicle - Wilson
- Broderick Crawford - Jarmon, berättare